# Impost sobre la renda dels no-residents fiscals
L'impost sobre la renda dels no-residents fiscals és un tribut directe que grava l'obtenció de rendes al Principat d'Andorra per part de persones físiques o jurídiques que no hi resideixen.
L'impost sobre la renda dels no-residents fiscals va entrar en vigor l'1 de abril del 2011, arran de l'aprovació per part del Consell General, el 29 de desembre del 2010, de la Llei de l'impost sobre la renda dels no-residents fiscals. En aquella mateixa data, el Consell General va aprovar dues lleis més de gran rellevància en l'àmbit de la tributació directa, com són la Llei de l'impost sobre societats i la Llei de l'impost sobre la renda de les activitats econòmiques.
El tipus de gravamen és, amb caràcter general, el 10%. Els rendiments derivats d'operacions de reassegurança estan subjecte al tipus de gravamen de l'1,5%, i les rendes satisfetes en concepte de cànon, a un tipus del 5%.
La gestió i recaptació d'aquest impost correspon al Departament de Tributs i Fronteres, dependent del Ministeri de Finances del Govern d'Andorra.

## Obligats tributaris
Són obligats tributaris d'aquest impost les persones físiques i les persones jurídiques no-residents fiscals al Principat d'Andorra, que obtinguin rendes en aquest territori. La Llei de l'impost defineix què s'entén per no-resident per remissió a la Llei de l'impost sobre la renda de les persones físiques per a les persones físiques i a la Llei de l'impost sobre societats quant a les persones jurídiques.
La Llei de l'impost sobre la renda de les persones físiques considera “residents fiscals en territori andorrà” les persones físiques en les quals es doni qualsevol de les circumstàncies següents:
- Romandre més de 183 dies, durant l'any natural, en territori andorrà.
- Radicar en territori andorrà el nucli principal o la base de les seves activitats o els seus interessos econòmics de manera directa o indirecta.

A contrario sensu es consideren no-residents fiscals en territori andorrà les persones físiques que no compleixen cap de les dues circumstàncies anteriorment esmentades. D'aquesta forma, quan aquestes persones obtinguin rendes de font andorrana estaran subjectes a l'impost sobre la renda dels no-residents fiscals.
Tampoc es consideren residents fiscals a Andorra els treballadors fronterers que diàriament es desplacen a territori andorrà des d'Espanya o França. Els rendiments obtinguts pels fronterers i temporers quedaran subjectes a l'impost sobre la renda dels no-residents fiscals, si bé poden optar per aplicar el règim especial del mateix impost. Aquest règim especial els permet tributar d'acord amb les normes generals previstes per la Llei de l'IRPF per als residents fiscals al Principat.
L'article 7 de la Llei de l'impost sobre societats considera “residents fiscals en territori andorrà” les entitats en les quals es doni qualsevol de les circumstàncies següents:
- Les que s'hagin constituït conforme a les lleis del Principat d'Andorra.
- Les que tinguin el seu domicili social al Principat d'Andorra.
- Les que tinguin la seva seu de direcció efectiva en territori andorrà.
- Les que hagin traslladat la seva residència al Principat d'Andorra.

Així doncs, totes aquelles entitats que obtinguin rendes de font andorrana en les quals no concorri alguna de les circumstàncies anteriors tindran la consideració d'obligat tributari als efectes d'aquest impost.

## Rendes exemptes
La Llei estableix que determinades rendes de font andorrana, tot i estar subjectes a l'impost sobre la renda dels no-residents fiscals, n'estaran exemptes. Entre aquestes rendes exemptes s'inclouen les següents:
- Els dividends.[2]
- Els interessos.[2]
- Les rendes derivades de participacions en qualsevol organisme d'inversió col·lectiva de dret andorrà, com ara les SICAV, així com els guanys derivats de la transmissió de les accions o les participacions en aquests organismes.
- Les indemnitzacions a conseqüència de responsabilitat civil per danys personals, en la quantia legalment o judicialment reconeguda.
- Els premis literaris, artístics o científics rellevants.
- Les beques percebudes per cursar estudis reglats.
- Les compensacions econòmiques per acomiadament o cessament del treballador, en l'import establert amb caràcter obligatori.
- Els premis que perceben persones físiques no-residents que procedeixin dels jocs d'atzar regulats per la Llei de regulació dels jocs d'atzar.